# Chrysotrichia monga
Chrysotrichia monga är en nattsländeart som beskrevs av Olah 1989. Chrysotrichia monga ingår i släktet Chrysotrichia och familjen smånattsländor. Inga underarter finns listade i Catalogue of Life.